# Akagami no Shirayuki-hime
Bạch Tuyết tóc đỏ (赤髪の白雪姫 Akagami no Shirayuki-hime, "Công chúa Bạch tuyết Tóc đỏ") là một series shōjo manga được viết và minh họa bởi Akizuki Sorata. Truyện được xuất bản trên tạp chí manga LaLa DX của Hakusensha từ năm 2006, nhưng đến năm 2011 thì chuyển sang tạp chí LaLa. Tại Việt Nam, truyện được Nhà xuất bản Kim Đồng phát hành. Một bộ anime chuyển thể gồm hai mùa được sản xuất bởi hãng phim Bones lên sóng ở Nhật Bản từ tháng 6 năm 2015 đến tháng 3 năm 2016.

## Cốt truyện
Shirayuki là một công dân bình thường ở vương quốc Tanbarun với một điểm đặc biệt: Mái tóc đỏ của cô. Khi đệ nhất hoàng tử của Tanbarun, Raj, yêu cầu cô làm vợ bé vì hắn có hứng với mái tóc đỏ của cô, bởi vậy cô cắt tóc và trốn sang nước láng giềng Clarines. Trên đường, cô gặp và kết bạn với Hoàng tử Zen cùng hai cận vệ của anh. Khi Zen bị đầu độc do ăn một quả táo có độc đáng lẽ dành cho cô, Shirayuki kiếm được thuốc giải cho Zen sau khi đối mặt với hoàng tử Raj và quyết định đi cùng bộ ba kia đến Clarines. Không lâu sau, Shirayuki vượt qua kỳ thi cho chức dược sư của cung điện. Câu chuyện theo chân Shirayuki và những người bạn cũng như việc tìm thấy chỗ của cô ở Clarines và thực hiện nghĩa vụ của một dược sư.

## Nhân vật

### Các nhân vật chính
Shirayuki (白雪)
Lồng tiếng bởi: Hayami Saori
Nhân vật nữ chính của câu chuyện được sinh ra với mái tóc đỏ quý hiếm và là một dược sĩ. Cô trốn khỏi vương quốc của Tanbarun sau lệnh hoàng tử để trở thành vợ lẽ của anh. Tại một khu rừng, cô gặp Zen và kết bạn với anh sau khi giúp anh chữa khỏi vết thương. Tại Clarines, cô được chấp nhận như là một dược sĩ ở cung điện với Ryu. Shirayuki đã chứng tỏ khả năng của mình như là một dược sĩ trong các tình huống khác nhau, bao gồm cả việc xác định và kiểm soát dịch bệnh trong Raxd và Lyrias. Cô có một mối quan hệ thân thiết với Zen, và sau này yêu anh trong suốt câu chuyện bất chấp sự phản đối của mọi người về sự khác biệt địa vị xã hội.
Zen Wistaria (ゼン・ウィスタリア Zen Wisutaria)
Lồng tiếng bởi: Ōsaka Ryōta
Nhân vật nam chính của câu chuyện, là Đệ nhị hoàng tử của Clarines. Anh gặp Shirayuki trong một chuyến đi bên ngoài lâu đài. Ngay sau khi kết bạn với cô, thì anh lại bị đầu độc bởi một quả táo do hoàng tử Raj gửi (đáng lẽ dành cho Shirayuki), nhưng đã có được thuốc giải độc với sự giúp đỡ của cô. Anh có một mối quan hệ gần gũi với ba phụ tá của mình Mitsuhide, Kiki và Obi và nhận được sự tôn trọng cũng như trung thành của họ. Anh yêu Shirayuki và muốn cưới nàng làm vợ.
Mitsuhide Lowen (ミツヒデ・ルーエン Mitsuhide Rūen)
Lồng tiếng bởi: Umehara Yūichirō
Một trong những người thân cận nhất của Zen được bổ nhiệm bởi Hoàng tử Izana để giám sát Zen. Zen xem anh như là một người bạn thân và người phụ tá đáng tin cậy. Anh trung thành với Zen và đã thề là sẽ hỗ trợ, đồng hành cùng Zen đến hết cuộc đời. Anh xem Kiki như một người bạn đồng hành quan trọng và đồng đội đáng tin cậy nhất.
Kiki Seiran (木々・セイラン)
Lồng tiếng bởi: Nazuka Kaori
Một trong những người thân cận nhất của Zen, đến ở lâu đài một thời gian sau Mitsuhide. Cô là một người độc lập, tự chủ, có tính kỉ luật cao và cũng là một kiếm sĩ tài năng. Nếu đấu tay đôi với Mitsuhide thì chắc hẳn dù 5 năm sau cũng chưa phân thắng bại. Là người thừa kế gia tài của gia đình Seiran, cha cô hy vọng cô ấy trở về nhà sau khi thời gian phục vụ Zen. Cô đã đồng ý lời cầu hôn của Hisame.
Obi (オビ)
Lồng tiếng bởi: Okamoto Nobuhiko
Obi là một trong những phụ tá của Zen. Ban đầu, Obi được giao nhiệm vụ đe dọa Shirayuki để cô không tới gần Zen bởi hầu tước Haruka. Sau đó anh đã trở thành phụ tá, người đưa tin của nhị hoàng tử. Kể từ arc chuyển đến Lyrias lần 2, anh đã trở thành Hiệp sĩ riêng của Zen hỗ trợ cho Shirayuki. Obi từng xác nhận mình có tình cảm lãnh mạn với Shirayuki trong cuộc nói chuyện với Zen trước khi chuẩn bị chuyển tới Lyrias. Và sau này Obi quý Shirayuki cũng như Zen theo một tình cảm rất đặc biệt.

### Các nhân vật phụ

#### Clarines
Ryuu (リユウ Ryū)
Lồng tiếng bởi: Sanpei Yūko
Là một thần đồng cũng là dược sĩ nhỏ tuổi nhất của cung điện (12 tuổi). Vì thông minh hơn tuổi nên cậu không hòa đồng với những đứa trẻ cùng trang lứa với mình cũng như người lớn.
Izana Wistalia (イザナ・ウィスタリア Izana Wisutaria)
Lồng tiếng bởi: Ishida Akira
Marquis Haruka (ハルカ候)
Lồng tiếng bởi: Shimura Tomoyuki
Garack Gazelt (ガラク・ガゼルト Garaku Gazeruto)
Lồng tiếng bởi: Kaida Yūko
Yatsufusa (八房)
Lồng tiếng bởi: Yamahata Rei
Viscount Blaker (ブレッカ 子爵 Burekka Shishaku)
Lồng tiếng bởi: Kawashima Tokuyoshi
Kihal Toghrul (キハル・トグリル Kiharu Toguriru)
Lồng tiếng bởi: Saito Chiwa
Higata (ヒガタ)
Lồng tiếng bởi: Handa Yusuke
Hisame Lugis ()
Earl Seiran ()
Yuuha ()
Haruto Wistalia ()
Zakura Shidnote ()
Kai Ulkir (カイ・ウルキル Kai Urukiru)
Lồng tiếng bởi: Uchida Yūma
Shiira Eigan (シイラ・エイガン Shīra Eigan)
Lồng tiếng bởi: Sawashiro Chiharu
Shuka (シュカ)
Lồng tiếng bởi: Yonaga Tsubasa
Shikito (シキト)
Lồng tiếng bởi: Yasuaki Takumi

#### Lilias/Lyrias
Yuzuri (ユズリ Yuzuri)
Suzu (鈴 Suzu)
Haki ()
Kirito ()

#### Lido
Atri (アトリ Atori)
Lồng tiếng bởi: Park Romi

#### Tanbarun
Raji Shenazard (ラジ・シェナザード Raji Shenazādo)
Lồng tiếng bởi: Fukuyama Jun
Rona Shenazard (ロナ・シェナザード Rona Shenazādo), Eugena Shenazard (ユジナ・シェナザード Yujina Shenazādo)
Lồng tiếng bởi: Minase Inori (Rona) và Komatsu Mikako (Eugena)
Sakaki (サカキ)
Lồng tiếng bởi: Konishi Katsuyuki
King Shenazard (シェナザード王様 Shanmezādo-ousama)
Lồng tiếng bởi: Miyauchi Atsushi
Mihaya (巳早)
Lồng tiếng bởi: Toyonaga Toshiyuki

#### Nhóm Mountain's Lions
Mukaze (武風 Mukaze)
Lồng tiếng bởi: Ōkawa Tōru
Kazuki (鹿月)
Lồng tiếng bởi: Kokuryu Sachi
Itoya (イトヤ)
Lồng tiếng bởi: Asanuma Shintarō

#### Khác
Torou (トロウ Torou)
Lồng tiếng bởi: Mizuki Nana
Umihebi (ウミヘビ Umihebi, Rắn biển)
Lồng tiếng bởi: Saiga Mitsuki

## Truyền thông

### Manga
Bộ truyện tranh được đăng trên tạp chí shojo manga hằng tháng của Hakusensha, LaLa DX nhưng sau đó đã chuyển sang LaLa. Tính đến tháng 5 năm 2025, có 27 tập đã được xuất bản tại Nhật. Bộ truyện cũng được cấp phép để xuất bản tại Pháp bởi Kana và tại Đài Loan bởi Sharp Point Press.
Danh sách tập
| #  | Ngày phát hành       | ISBN              |
| -- | -------------------- | ----------------- |
| 1  | 5 tháng 12 năm 2007  | 978-4-592-18373-0 |
| 2  | 5 tháng 8 năm 2008   | 978-4-592-18374-7 |
| 3  | 5 tháng 3 năm 2009   | 978-4-592-18375-4 |
| 4  | 4 tháng 1 năm 2010   | 978-4-592-18376-1 |
| 5  | 29 tháng 12 năm 2010 | 978-4-592-18377-8 |
| 6  | 5 tháng 9 năm 2011   | 978-4-592-19105-6 |
| 7  | 5 tháng 3 năm 2012   | 978-4-592-19437-8 |
| 8  | 5 tháng 9 năm 2012   | 978-4-592-19438-5 |
| 9  | 5 tháng 3 năm 2013   | 978-4-592-19439-2 |
| 10 | 5 tháng 7 năm 2013   | 978-4-592-19440-8 |
| 11 | 4 tháng 1 năm 2014   | 978-4-592-19441-5 |
| 12 | 3 tháng 10 năm 2014  | 978-4-592-19442-2 |
| 13 | 3 tháng 4 năm 2015   | 978-4-592-19443-9 |
| 14 | 3 tháng 7 năm 2015   | 978-4-592-19444-6 |
| 15 | 5 tháng 1 năm 2016   | 978-4-592-19445-3 |
| 16 | 5 tháng 8 năm 2016   | 978-4-592-19446-0 |
| 17 | 3 tháng 3 năm 2017   | 978-4-592-19447-7 |
| 18 | 2 tháng 11 năm 2017  | 978-4-592-10576-3 |
| 19 | 5 tháng 6 năm 2018   | 978-4-592-19449-1 |
| 20 | 4 tháng 1 năm 2019   | 978-4-592-19485-9 |
| 21 | 5 tháng 9 năm 2019   | 978-4-592-22011-4 |
| 22 | 5 tháng 3 năm 2020   | 978-4-592-22012-1 |
| 23 | 5 tháng 4 năm 2021   | 978-4-592-22013-8 |
| 24 | 4 tháng 6 năm 2021   | 978-4-592-22014-5 |
| 25 | 2 tháng 5 năm 2022   | 978-4-592-22015-2 |
| 26 | 5 tháng 7 năm 2023   | 978-4-592-22016-9 |
| 27 | 2 tháng 5 năm 2025   | 978-4-592-22017-6 |

Tập đầu tiên được phát hành tại Trung Quốc vào ngày 16 tháng 6 năm 2008 bởi Sharp Point Press.

### Anime
Một bộ anime đã được công bố trên tạp chí Hakusensha của LaLa vào tháng 4 năm 2015. Bộ phim được sản xuất bởi Warner Bros, Hakusensha, Showgate, tập đoàn Klockworx, Hakuhodo, Docomo Anime Store, BS Fuji và Bones. Đạo diễn cho bộ phim là Andō Masahiro, kịch bản được viết bởi Akao Deko và thiết kế nhân vật bởi Takahashi Kumiko. Ca khúc chủ đề mở đầu  "Yasashii Kibou" (やさしい希望) do Hayami Saori trình bày và ca khúc kết phim là "Kizuna ni Nosete" (絆にのせて) do Eyelis trình bày. Bộ phim cũng được cấp phép phát sóng tại Bắc Mỹ bởi Funimation, tại Úc và New Zealand bởi AnimeLab.
Phần thứ 2 của bộ phim được phát sóng từ ngày 11 tháng 1 năm 2016 đến tháng 3 năm 2016 tại Nhật Bản. Ca khúc chủ đề mở đầu "Sono Koe ga Chizu ni Naru" (その声が地図になる) bởi Hayami Saori và ca khúc kết phim  "Page ~Kimi to Tsudzuru Monogatari~" (ページ 〜君と綴る物語〜) bởi Eyelis.